# Lal Bahadur Shastri Stadium
Das Lal Bahadur Shastri Stadium ist ein Cricket- und Fußballstadion in Hyderabad, Indien. Es ist benannt nach Lal Bahadur Shastri, dem zweiten Premierminister Indiens. Es diente bis zur Eröffnung des Rajiv Gandhi International Cricket Stadium im Jahr 2004 als internationale Spielstätte der Stadt und als Heimstätte von Hyderabad.

## Kapazität und Infrastruktur
Das Stadion wurde 1950 eröffnet, bietet Platz für 25.000 Besucher und ist mit einer Flutlichtanlage ausgestattet. Die beiden Wicketenden heißen Pavilion End und Hill Fort End.

## Internationales Cricket
Das erste Test-Match in diesem Stadion fand im November 1955 zwischen Indien und Neuseeland statt. Seitdem war es Spielstätte zahlreicher internationaler Begegnungen, wobei die drei Tests, die in diesem Stadion ausgetragen wurden, alle aus der gleichen Begegnung zwischen Indien und Neuseeland bestanden. Das erste One-Day International wurde hier im September 1983 zwischen Indien und Australien ausgetragen. Beim Cricket World Cup 1987 und beim Cricket World Cup 1996 wurde in dem Stadion jeweils ein Vorrundenspiel ausgetragen. Highlight war das Partnership von 331 Runs von Sachin Tendulkar und Rahul Dravid beim ODI der Tour Neuseelands in der Saison 1999/2000, das zu dem Zeitpunkt einen Weltrekord für ODI-Cricket darstellte.

## Nationales Cricket
Im nationalen Cricket war es bis 2005 Heimstätte von Hyderabad.

## Fußball
Es ist Heimstätte des 2015 gegründeten Fußballclubs Fateh Hyderabad A.F.C., der derzeit in der zweiten Indischen Liga spielt.